# كيث ويست
كيث ويست (بالإنجليزية: Keith West)‏ هو مغني وكاتب أغاني بريطاني، ولد في 6 ديسمبر 1944 في داجنهام في المملكة المتحدة.

## وصلات خارجية
- كيث ويست على موقع IMDb (الإنجليزية)
- كيث ويست على موقع ميوزك برينز (الإنجليزية)
- كيث ويست على موقع أول ميوزيك (الإنجليزية)
- كيث ويست على موقع ديسكوغز (الإنجليزية)